# بلايريو آيروناتيك
بلايريو آيروناتيك (بالإنجليزية: Blériot Aéronautique) هي شركة فرنسية سابقة لصناعة الطائرات، أسسها لويس بلايريو. كما أنها صنعت الدراجات النارية أيضًا بين عامي 1921 و1922.

## معرض صور

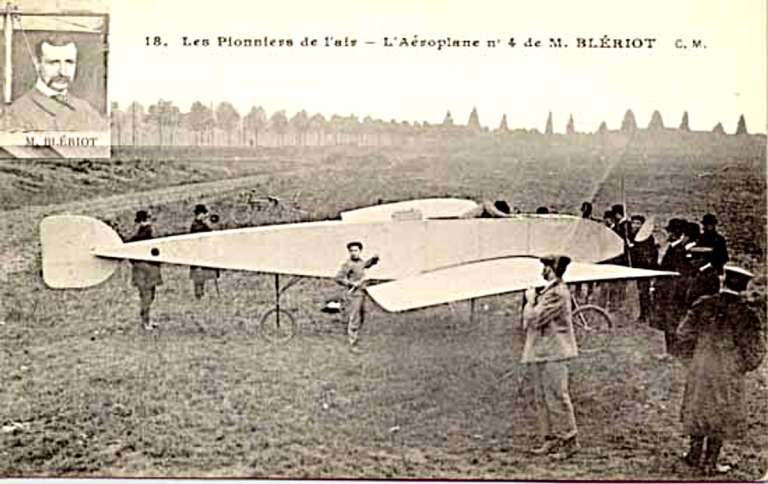
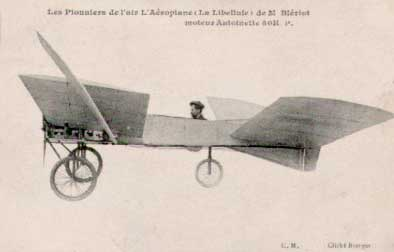
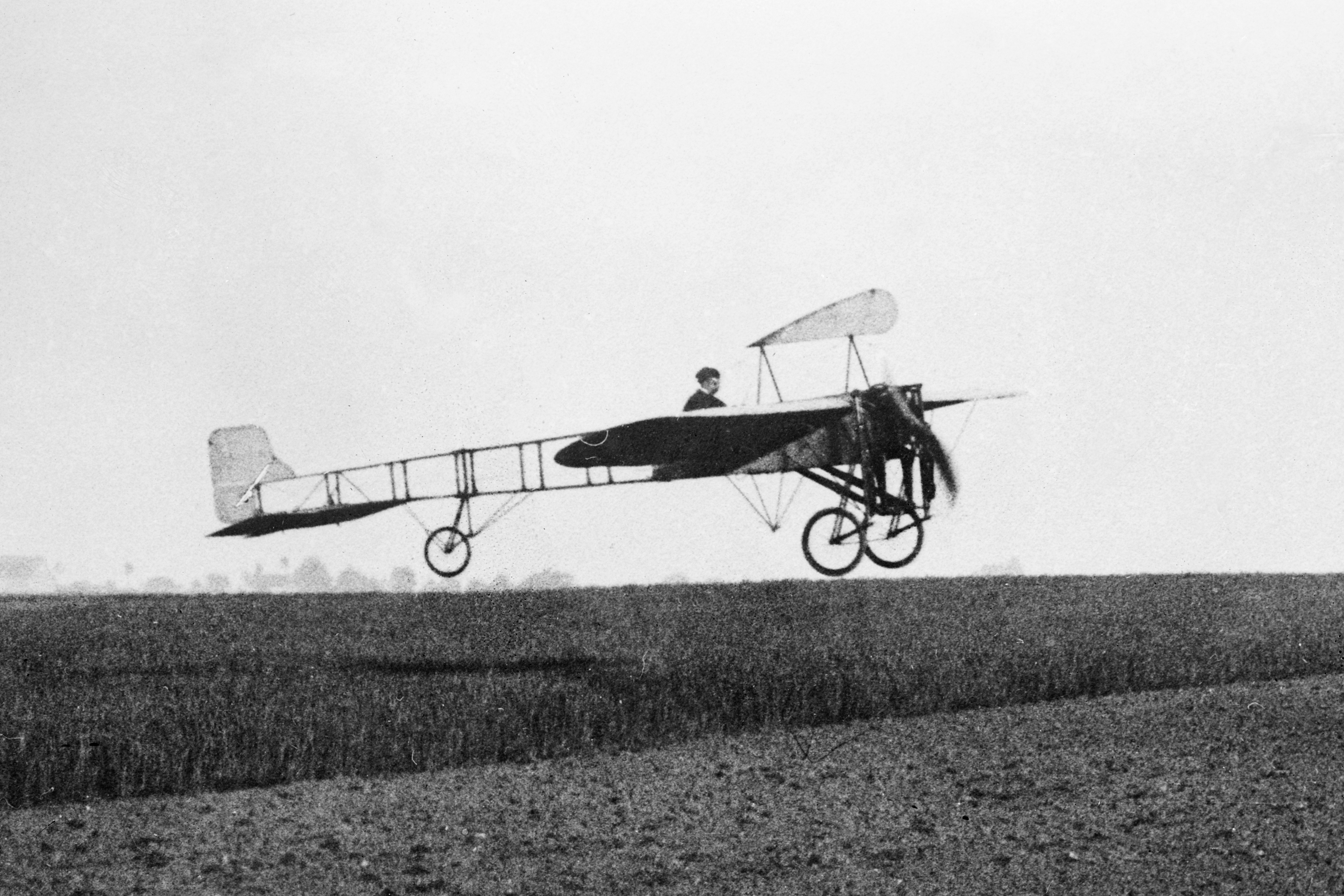
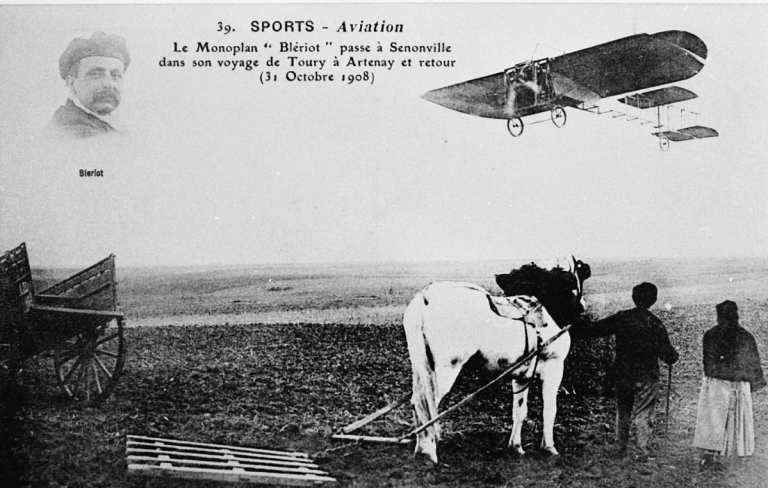
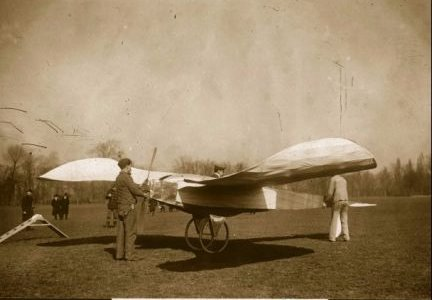